# Juvigny-sous-Andaine
Juvigny-sous-Andaine foi uma comuna francesa na região administrativa da Normandia, no departamento Orne. Estendia-se por uma área de 22,1 km². Em 2010 a comuna tinha 2 235 habitantes (densidade: 101,1 hab./km²).
Em 1 de janeiro de 2016, passou a formar parte da nova comuna de Juvigny Val d'Andaine.